# Трієст
Тріє́ст (італ. Trieste, хорв. Trst, словен. Trst, вен. Trieste) — місто в Італії, розташоване в регіоні Фріулі-Венеція-Джулія, адміністративний центр однойменної провінції. Населення становить 205 523 осіб (2009). Щорічний фестиваль відбувається 3 листопада. Покровитель — Святий Юст (San Giusto).

## Географія
Розташований на березі Трієстської затоки Адріатичного моря.

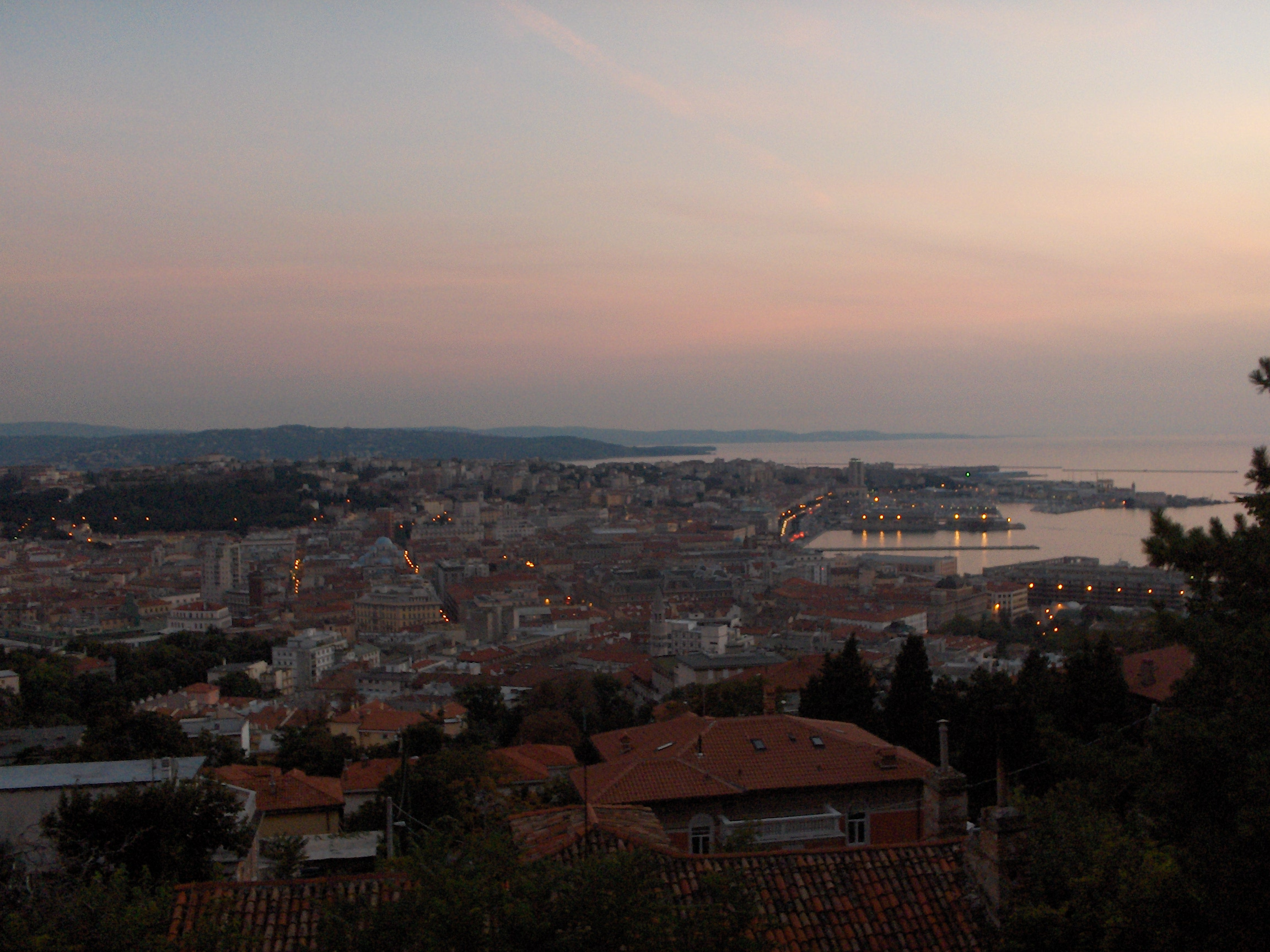
Панорама на центр міста і довколишні пагорби

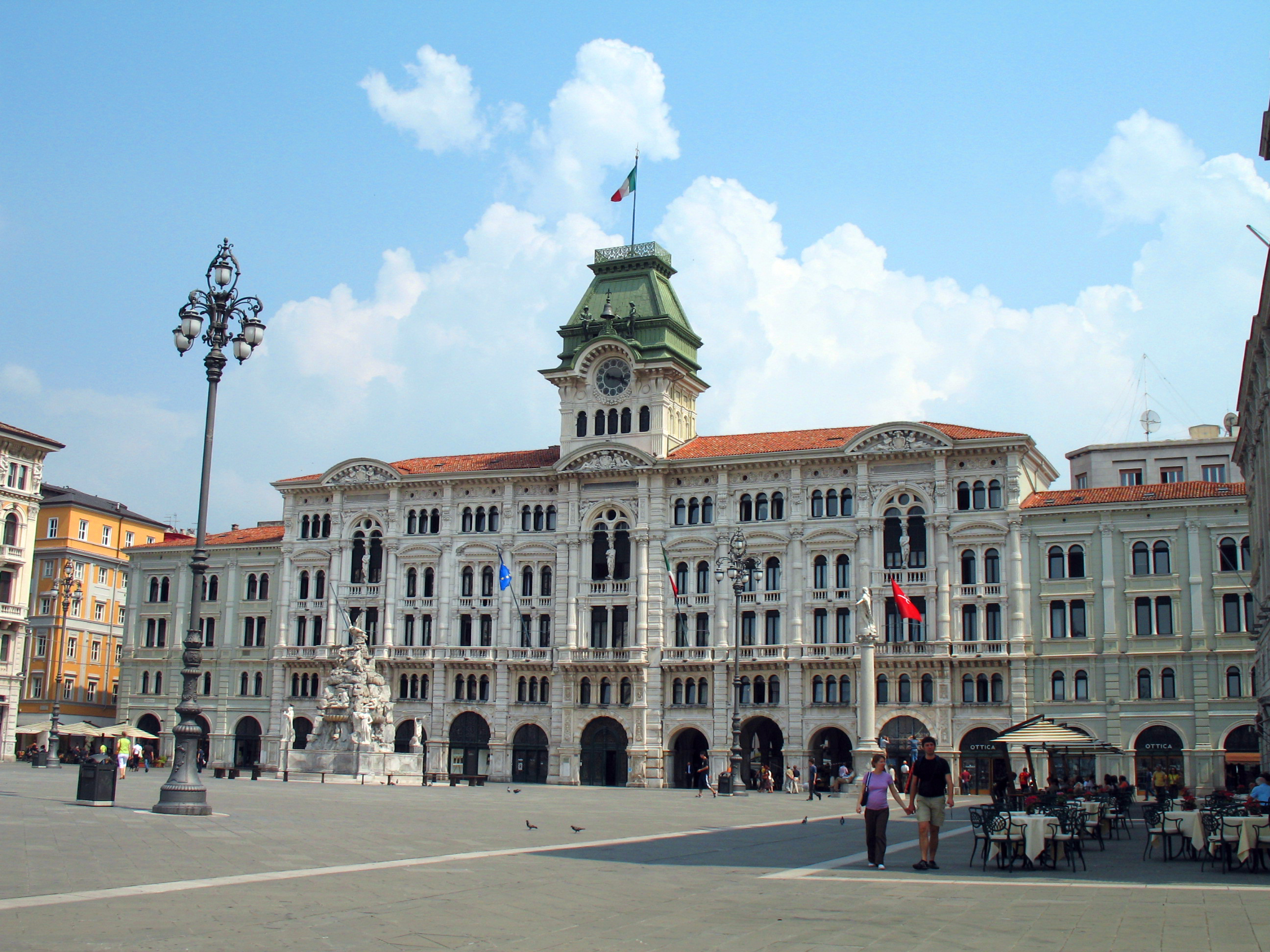
Площа Unità d'Italia (з ратушею в центрі)

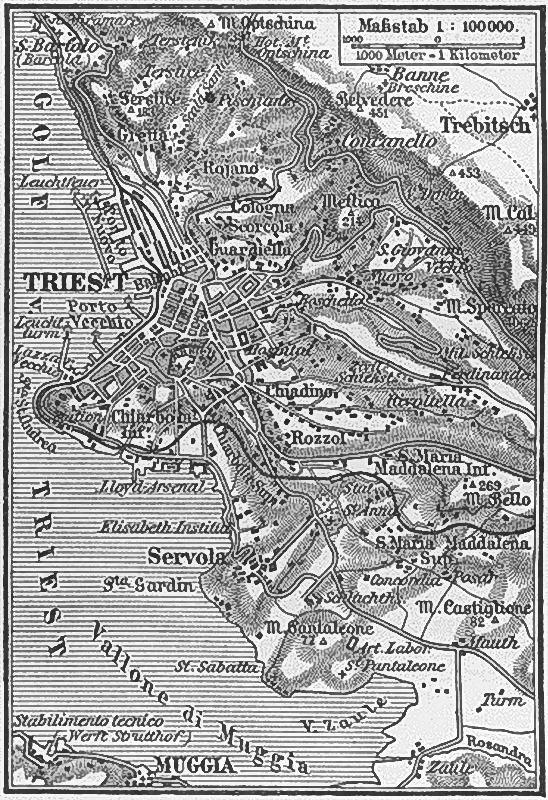
Трієст на австрійській мапі, 1888.

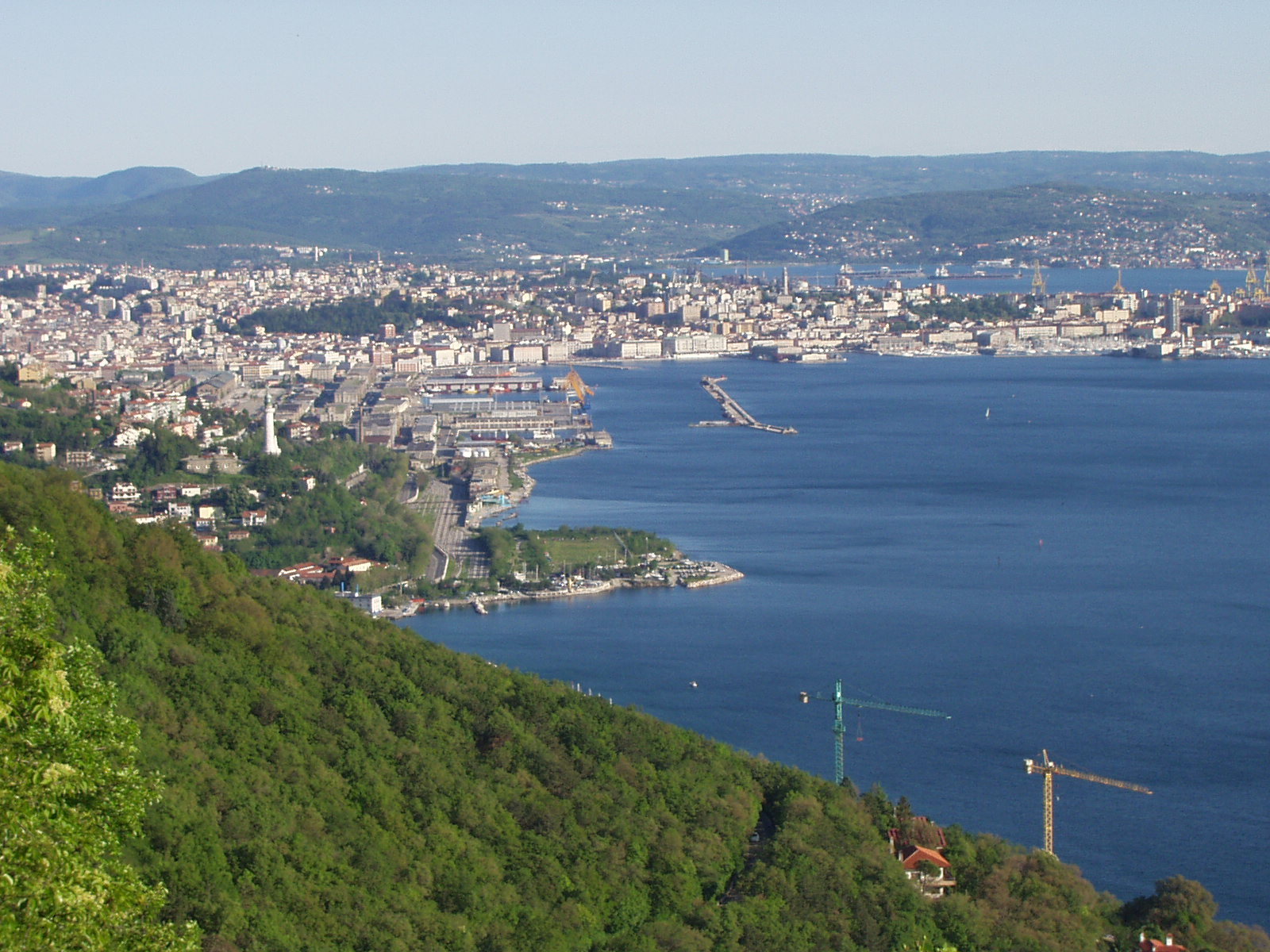

Трієст розміщений на відстані близько 430 км на північ від Рима.

## Історія

### Античні часи
Область теперішнього Трієсту була заселена індоєвропейськими племенами Карні, (звідси назва Карсо) у третьому тисячолітті до н. е.. Згодом район був заселений істрійцями, іллірійськими племенами, які заснували цивілізацію у 2000 до Р. Х., до переселення в цю місцевість палео-венетів.
У 177 до Р.Х., місто було під владою Римської республіки. Трієсту був наданий статус колонії Юлієм Цезарем під назвою Tergeste (51 до Р.Х.). Після падіння Західної Римської імперії (у 476), Трієст був візантійським військовим центром. У 788 він став частиною Франкської імперії. З 1081 року був під владою Аквілейської патріархії, що розпалася на вільні комуни наприкінці 12 століття.

### Під владою Австрії
Після двох століть війни проти сусідніх великих держав і Венеційської республіки (яка недовго окупувала місто з 1369 до 1372), мешканці міста Трієст звернулись до Леопольда III фон Габсбурга, герцога Австрії, щоб стати частиною його володінь.
Угода про припинення вогню була підписана в жовтні 1382 року в церкві святого Варфаломія в селі Шишка, (сьогодні один з кварталів Любляни.) Місто, проте, зберегло певну міру автономії аж до 17 століття.
У 18-19 століттях Трієст був важливим вільним портом (з 1719 року до 1 липня 1891 року). Царювання Марії Терезії відзначило собою початок епохи розквіту міста.
Трієст був окупований французькими військами тричі під час наполеонівських війн, у 1797, 1805 і 1809. Останній раз він був приєднаний Наполеоном до Іллірійських провінцій, тоді Трієст втратив свою автономію (навіть коли він був повернений Австрійській імперії в 1813), і статус вільного порту був перерваний.
Після наполеонівських воєн, Трієст продовжував процвітати, як Імперське Вільне місто Трієст (Reichsunmittelbare Stadt Triest), він став столицею Австрійського Примор'я, або Küstenland.
Місто було головним австрійським торговельним портом і центром суднобудування. Зокрема в ньому з 1894 року розташована компанія Австро-Американа яка займалась міграцією. Штаб-квартира Italia Marittima заснована в 1836 на розі площі П'яцца Гранде і Саніта. У 1913 австрійський флот складався з 62 кораблів, що мали загальну вантажопідйомність 236000 тонн..
Австро-угорський військовий флот використовував Трієст для суднобудування, а також як базу. В 1857 році було завершене будівництво першої великої залізниці в імперії, Відень-Трієст (Австрійська Південна залізниця), яка використовувалася для торгівлі і постачання вугілля.

### Анексія Італією
Разом з Тренто, Трієст був головним центром руху іредентизму, який закликав до анексії Італією всіх земель, де історично мешкали італійці. Після закінчення Першої Світової війни, Австро-Угорщина була зруйнована і Трієст стає частиною Італії в 1920 році.
Словенці (близько 25 % населення) зазнали переслідування з боку фашистського режиму. Це призвело до зростання внутрішньої напруженості, кульмінацією чого стало 13 квітня 1920 року, підпал італійськими націоналістами Словенського Національного Будинку.

### Друга Світова Війна
Згідно з конституцією Італійської Соціальної Республіки, 23 вересня 1943 року, Трієст був номінально анексований цією державою. Німці, проте, додали його до Операційної Зони Адріатичного Узбережжя, до якої також були включені італійські провінції Гориця, Любляна і Удине.
Під час нацистської окупації, був побудований концентраційний табір у передмісті Трієсту, — Рис'єра ді Сан Саба (Risiera di San Sabba), 4 квітня 1944 року. Місто також постраждало від потужної італійської партизанської діяльності і союзницьких бомбардувань.

### Міжнародна окупація міста
30 квітня 1945 року італійський анти-фашистський Національно-визвольний комітет (італ. Comitato di Liberazione Nazionale) з 3500 добровольців розпочинає повстання проти нацистів. 1 травня югославські партизани звільнили більшу частину міста від нацистів, за винятком суден і фортеці Сан Джуїсто, гарнізон якої погодився капітулювати тільки новозеландцям. 2-га Новозеландська дивізія прибула в місто наступного дня. Німецькі війська капітулювали ввечері 2 травня, після їх прибуття. Югославські війська мали повний контроль над містом до 12 червня, період, відомий як «сорок днів Трієста». У цей період багато фашистів, націоналістів і інших людей, не сприятливих для комуністичного режиму, зникли. Врешті-решт, новозеландці змусили югославську армію звільнити місто.
У 1947 році Трієст був проголошений незалежною державою — вільною територією Трієст і поділений на дві зони, А і Б, вздовж так званої Лінії Моргана. З 1947 по 1954 рік, Зона під владою союзників — «Трієстські війська Сполучених Штатів» і «Трієстські британські сили» (BETFOR). Південна частина території, зона В відійшла до югославської Істрії.
Маршал Тіто, голова соціалістичної держави Югославії, зробив декілька нападів по всій лінії Моргана і в зоні А, намагаючись взяти контроль над Трієстом.
Ці забуті тепер сутички були одним зі складових початку «Холодної війни».

### Місто у складі Італії
У 1954 році вільна територія Трієст була скасована. Місто Трієст в складі зони А був приєднаний до Італії. Південна частина території, зона Б, відійшла до Югославії, разом з деякими з сусідніх селищ, раніше включених в зону А. Анексія Італією була офіційно оголошена 26 жовтня 1954 року. Питання кордону з Югославією і статус етнічної меншини були остаточно вирішені в 1975 році Озимовським договором.

## Демографія
Населення за роками:

Станом на 1 січня 2023 року в муніципалітеті офіційно проживало 22 878 іноземців з 134 країн, серед них 5818 громадян країн Євросоюзу та 985 громадян України.

### Мови
Найпоширенішими є трієсцька говірка, італійська і словенська мови. Є також великі німецькомовна і угорськомовна групи.

## Транспорт

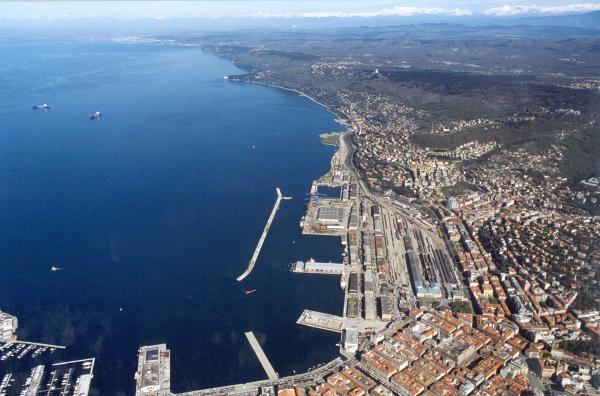
Порто-Веккіо і Трієстський Центральний залізничний вокзал

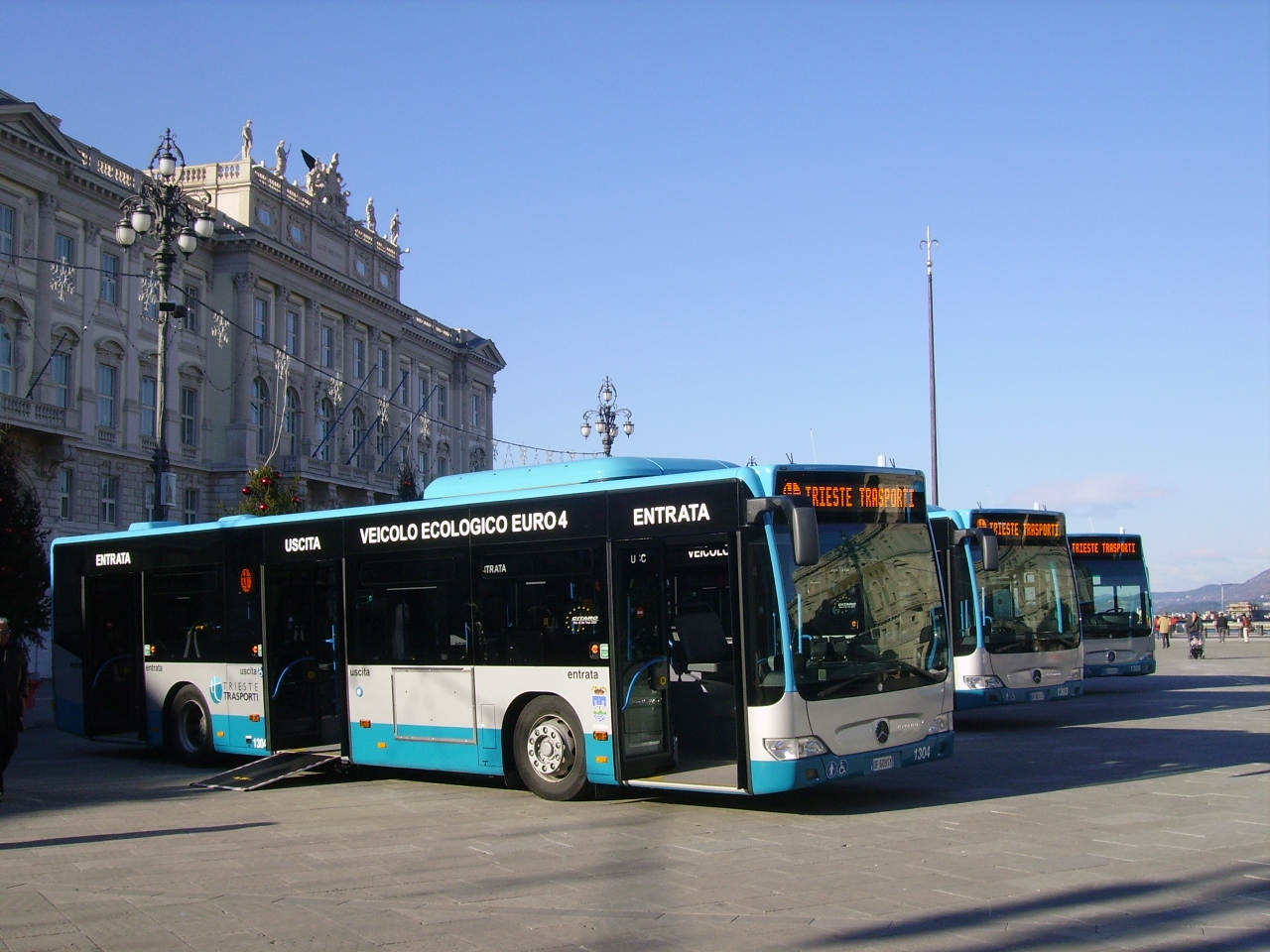
Автобуси Трієстського Транспортного парку припарковані на площі Пьяцца Уніта д'Італія

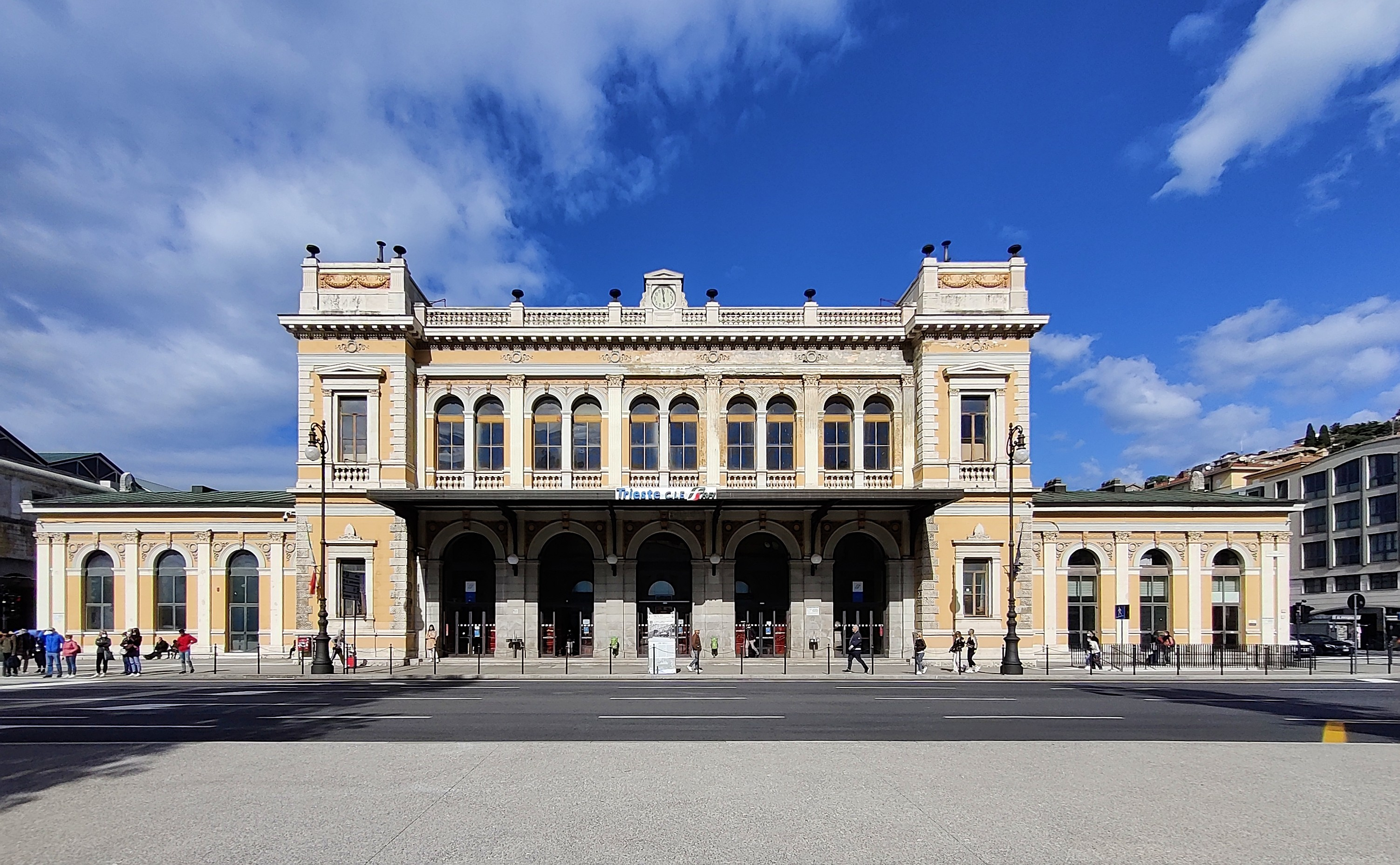
Трієстський Центральний залізничний вокзал

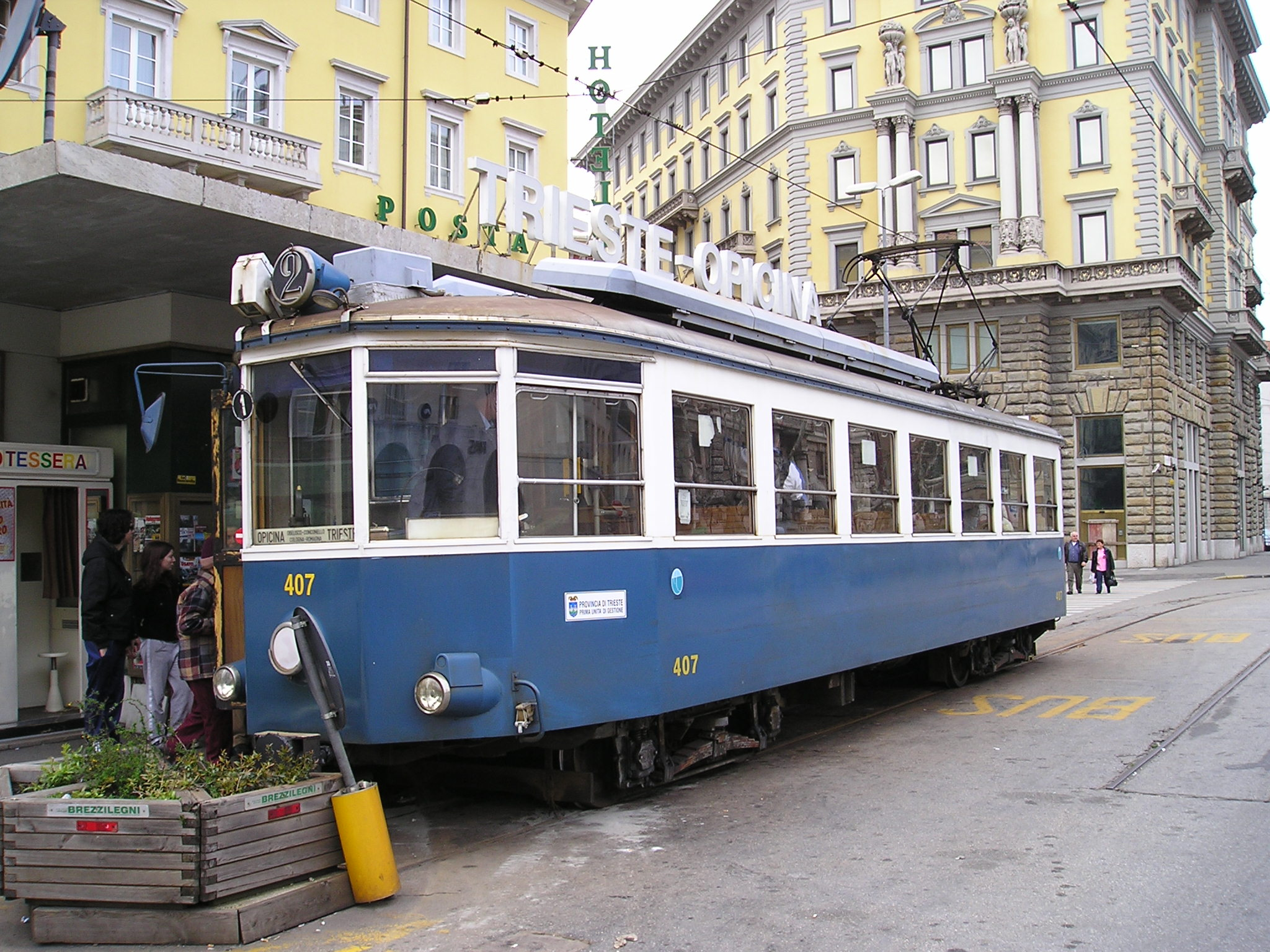
Автотрамвай

### Морський транспорт
Трієст через статус морського порту у складі Австрії і Австро-Угорщини, став великим комерційним портом для земель імперії що не мали виходу до моря. У 19 столітті, абсолютно новий порт — Порто-Ново (Porto Nuovo) — був побудований на північному сході міста. .
У сучасну епоху, значення Трієсту як порту знизилось, через приєднання до Італії. Італія має широкий вибір краще розташованих портів, а також через конкуренцію поблизу розташованого нового порту Копер у Словенії. Проте, існує значне комерційне судноплавство на контейнерному терміналі, металургійному заводі і нафтовому терміналі, які розташовані на південь від центру міста. Після багатьох років застою, зміни керівництва в порту призвели до стійкого зростання перевезень — до 40 % в галузі морських перевезень за 2007 рік.

### Залізничний транспорт
Залізниця до Трієсту була побудована в 1857 році (Südbahn), задля порту і необхідності перевезення людей і вантажів на великі відстані. Ця залізниця прямувала 1400 км до Львова (Україна) через Любляну (у Словенії), Шопрон (в Угорщині), Відень (в Австрії) і Краків (у Польщі), перетинаючи Альпи на перевалі Земмеринг біля Грацу. Ця лінія підходила до Трієсту через село Вілла-Опічина, проте залізниця прямувала через північ міста і мала 32 км гаку до станції Трієст-Центральний.
В 1887 році Цісарсько-королівська Австрійська Державна залізниця (нім. kaiserlich-königliche österreichische Staatsbahnen) відкрила нову залізницю Трієст-Хрпелє (нім. Hrpelje-Bahn), від нового порту Трієст до Хрпелє-Козина, на Істерській залізниці. Функція нової лінії полягала в тому, щоб зменшити залежність Австрійської імперії від мережі Südbahn. Відкриття цієї залізниці дало Трієсту другу станцію на південь від первісної — Трієст-Сант-Андреа (нім. Triest Sankt Andrea). Дві станції були сполучені залізничною лінією — залізниця Ріве (нім. Rive-Bahn), яка в початкових планах мала бути тимчасовим рішенням, але проіснувала до 1981 року, коли її замінила Galleria di Circonvallazione — залізничний тунельний маршрут, завдовжки 5.7 км, на схід від міста.
Бохінська залізниця була відкрита в 1906 році з Відня через Єсенице і Нову Горицю. Ця лінія також підходила до Трієсту через Вілла-Опичина, але мала досить коротке плече на півдні Трієсту і закінчувалась другим головним залізничним вокзалом міста — станцією Трієст-Кампо-Марціо, на південь від центрального вокзалу. Лінія більше не діє, і станція Трієст-Кампо-Марціо на початок ХХІ сторіччя — залізничний музей.
Пасажирські залізничні перевезення з Трієсту, на початок ХХІ сторіччя, в значній мірі йдуть через Венецію, яка має сполучення з Римом і Міланом. Потяги з Венеції прямують до центральної станції в обхід Трієстської затоки, через гілку Sudbahn. Міжнародні перевезення між Італією і Словенією проходять через Вілла-Опічина, не заходячи в Трієст.

### Повітряний транспорт
Трієст обслуговує Аеропорт Фріулі Венеція Джулія, розташований в Ронхі поблизу Монфальконе на узбережжі  Трієстської затоки. Аеропорт обслуговує внутрішні та міжнародні напрямки та сполучений з національною залізничною та автомобільною мережами. Залізнична станція аеропорту Трієст сполучає пасажирський термінал безпосередньо із залізницею Венеція — Трієст. Аеропорт має автобусний термінал на 16 платформ, багатоповерхову автостоянку на 500 місць та на 1000 місць. З аеропорту є безпосередній виїзд на шосе А4 Трієст-Турин.

### Громадський транспорт
Місцевий громадський транспорт в Трієсті належить Trieste Trasporti, яка має мережу з приблизно 60 автобусних і двох катерних маршрутів. Також діє трамвай Трієст — Опічина , унікальний гібрид трамвая і фунікулера, який забезпечує сполучення між центром міста і Вілла-Опічина.

## Клімат
| Клімат Трієсту                             | Клімат Трієсту | Клімат Трієсту | Клімат Трієсту | Клімат Трієсту | Клімат Трієсту | Клімат Трієсту | Клімат Трієсту | Клімат Трієсту | Клімат Трієсту | Клімат Трієсту | Клімат Трієсту | Клімат Трієсту | Клімат Трієсту |
| Показник                                   | Січ.           | Лют.           | Бер.           | Квіт.          | Трав.          | Черв.          | Лип.           | Серп.          | Вер.           | Жовт.          | Лист.          | Груд.          | Рік            |
| Абсолютний максимум, °C                    | 18,2           | 21,2           | 23,9           | 29,8           | 32,2           | 36,2           | 37,6           | 38,0           | 34,4           | 30,8           | 24,4           | 18,4           | 38,0           |
| Середній максимум, °C                      | 7,6            | 9,0            | 12,2           | 16,5           | 21,6           | 25,0           | 27,9           | 27,7           | 23,3           | 17,8           | 12,3           | 8,8            | 17,5           |
| Середня температура, °C                    | 5,7            | 6,6            | 9,4            | 13,2           | 18,1           | 21,4           | 24,1           | 24,5           | 20,1           | 15,2           | 10,1           | 6,9            | 15,0           |
| Середній мінімум, °C                       | 3,8            | 4,3            | 6,6            | 10,0           | 14,5           | 17,8           | 20,3           | 20,4           | 16,8           | 12,7           | 8,1            | 5,0            | 12,5           |
| Абсолютний мінімум, °C                     | −7,5           | −7,1           | −6,3           | 3,2            | 6,0            | 10,1           | 12,3           | 11,0           | 7,0            | 3,7            | −1,5           | −7,9           | −7,9           |
| Середня кількість сонячних годин на місяць | 96,1           | 118,7          | 142,6          | 177            | 226,3          | 243            | 288,3          | 260,4          | 210            | 167,4          | 99             | 83,7           |                |
| Норма опадів, мм                           | 58.0           | 56.9           | 63.4           | 82.8           | 84.2           | 100.4          | 62.1           | 84.5           | 103.4          | 111.4          | 107.4          | 88.5           |                |
| Днів з опадами                             | 7,8            | 6,2            | 7,8            | 8,5            | 8,7            | 9,3            | 6,5            | 7,3            | 7,1            | 7,9            | 9,1            | 8,4            |                |
| Днів зі снігом                             | 0,7            | 0,5            | 0,2            | 0,0            | 0,0            | 0,0            | 0,0            | 0,0            | 0,0            | 0,0            | 0,1            | 0,5            | 2,0            |
| Вологість повітря, %                       | 67             | 64             | 62             | 64             | 64             | 65             | 62             | 62             | 66             | 68             | 67             | 68             |                |
| ------------------------------------------ | -------------- | -------------- | -------------- | -------------- | -------------- | -------------- | -------------- | -------------- | -------------- | -------------- | -------------- | -------------- | -------------- |

## Визначні місця

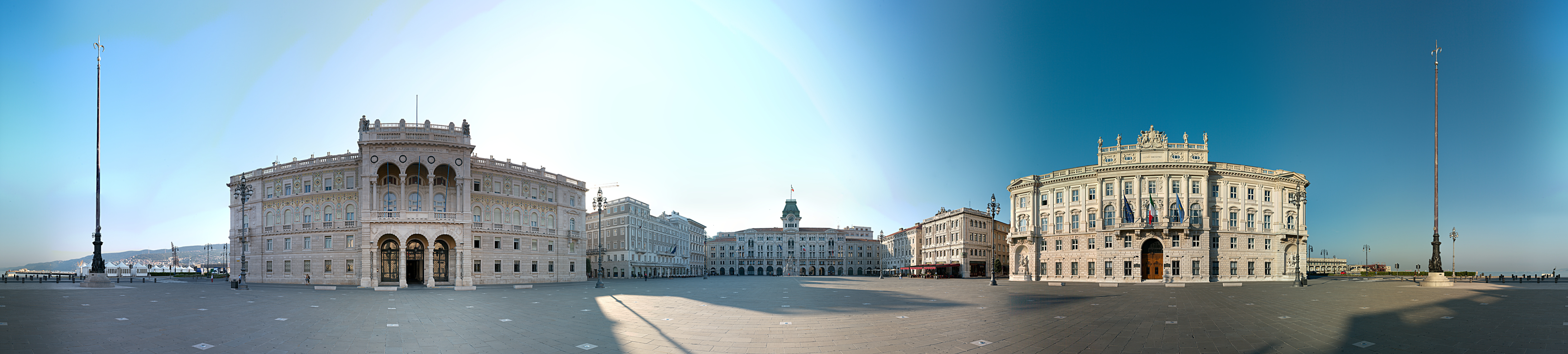
Площа Єдності Італії

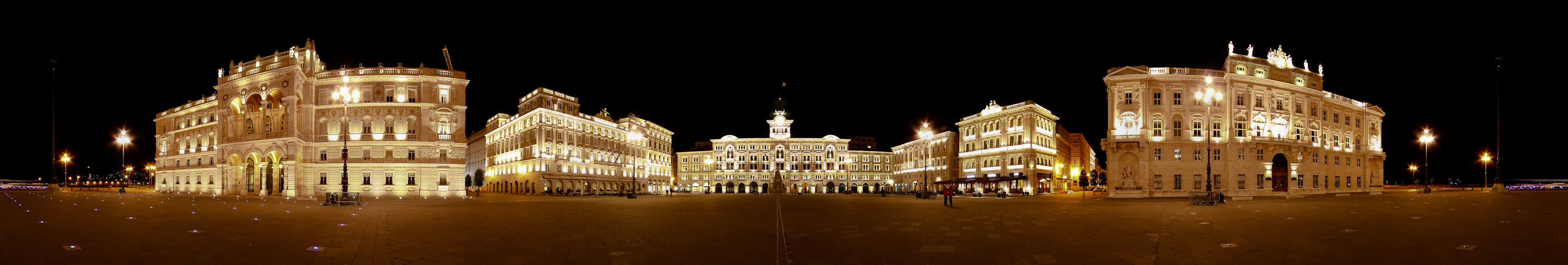
Площя Єдності Італії вночі

Більша частина сучасного Трієста зводилася в XVIII—XIX століттях. Саме тому в місті багато будинків у стилі Art Nouveau та історизм, що прийшли з австрійського правління.
Найбільш древня частина міста — пагорб Сан Джусто, де перебуває замок, руїни базиліки Форензе й театр. Замок Сан-Джусто збудований в XIV столітті за наказом Фрідріх III для його намісника в цих землях. Тепер за товстими, порослими зеленню фортечними стінами, з яких відкривається фантастичний вид на місто, перебуває музей зброї.
По сусідству із замком у тому ж XIV столітті на місці більше ранніх християнських храмів виросла базиліка Сан-Джусто. Зовні вона виглядає дуже просто, єдина прикраса в центрі фасаду — велике кругле вікно — ‘розета', типовий елемент готичного стилю. Усередині ж є дві чудові мозаїки візантійських майстрів XII—XIII століть, що зображають Діву Марію в оточенні двох архангелів і Ісуса Христа із заступниками Трієста — святими Джусто й Серволо.
На околицях Трієсту туристів ваблять — великий грот, романтичний замок Марамаре (ср. XIX ст.), середньовічний замок Дуіно.
|                              |  |                      |  |                                               |
| Руїни давньоримського театру |  | Площа Єдності Італії |  | Сербська православна церква Святого Спиридона |

## Уродженці
- Еміль Клюн — австрійський та український військовий діяч, отаман, командир вишколу Української Галицької армії
- Маєвський Йосип Альбінович (1874—1937) — член Української Центральної Ради
- Серджо Амідеї (1904—1981) — італійський кіносценарист, кінопродюсер
- Пол Генрейд (1908—1992) — австрійський і американський актор і режисер.
- П'єро Пазінаті (1910 — †2000) — колишній футболіст, згодом — футбольний тренер
- Лаура Соларі (1913—1984) — італійська акторка
- Радо Бордон (1915—1992) — словенський поет, перекладач.
- Гульєльмо Тревізан (*1918 — †2003) — італійський футболіст, нападник, згодом — футбольний тренер.
- Ферруччо Валькареджі (1919 — †2005) — колишній футболіст, згодом — футбольний тренер.
- Чезаре Преска (1921 — †1979) — відомий у минулому італійський футболіст, півзахисник
- Альберто Ельяні (*1922 — †2009) — італійський футболіст, захисник, згодом — футбольний тренер
- Чезаре Мальдіні (* 1932 — †2016) — колишній футболіст, згодом — футбольний тренер.
- Джорджо Ферріні (1939 — †1976) — колишній футболіст, згодом — футбольний тренер.
- Стелло Нардін (*1939 — †2014) — італійський футболіст, захисник.
- Сузанна Тамаро (* 1957) — італійська письменниця, режисерка та сценаристка.

## Сусідні муніципалітети
- Дуіно-Аурізіна
- Ерпелле-Козіна
- Монрупіно
- Муджа
- Сан-Дорліго-делла-Валле
- Сезана
- Згоніко

## Міжнародні відносини

### Міста-побратими
| Місто       | Країна          | Дата угоди |
| ----------- | --------------- | ---------- |
| Гавр        | Франція         |            |
| Бейрут      | Ліван           | (1956)     |
| Дуала       | Камерун         | (1971)     |
| Грац        | Австрія         | (1973)     |
| Сантус      | Бразилія        | (1977)     |
| Саутгемптон | Велика Британія | (2002)     |
| Миколаїв    | Україна         | (1996)     |

### Міста-партнери
| Місто   | Країна    | Дата угоди |
| ------- | --------- | ---------- |
| Венеція | Італія    | (2008)     |
| Любляна | Словенія  | (2008)     |
| Мілан   | Італія    | (2008)     |
| Рієка   | Хорватія  | (2011)     |
| Росток  | Німеччина | (2011)     |

## Світлини

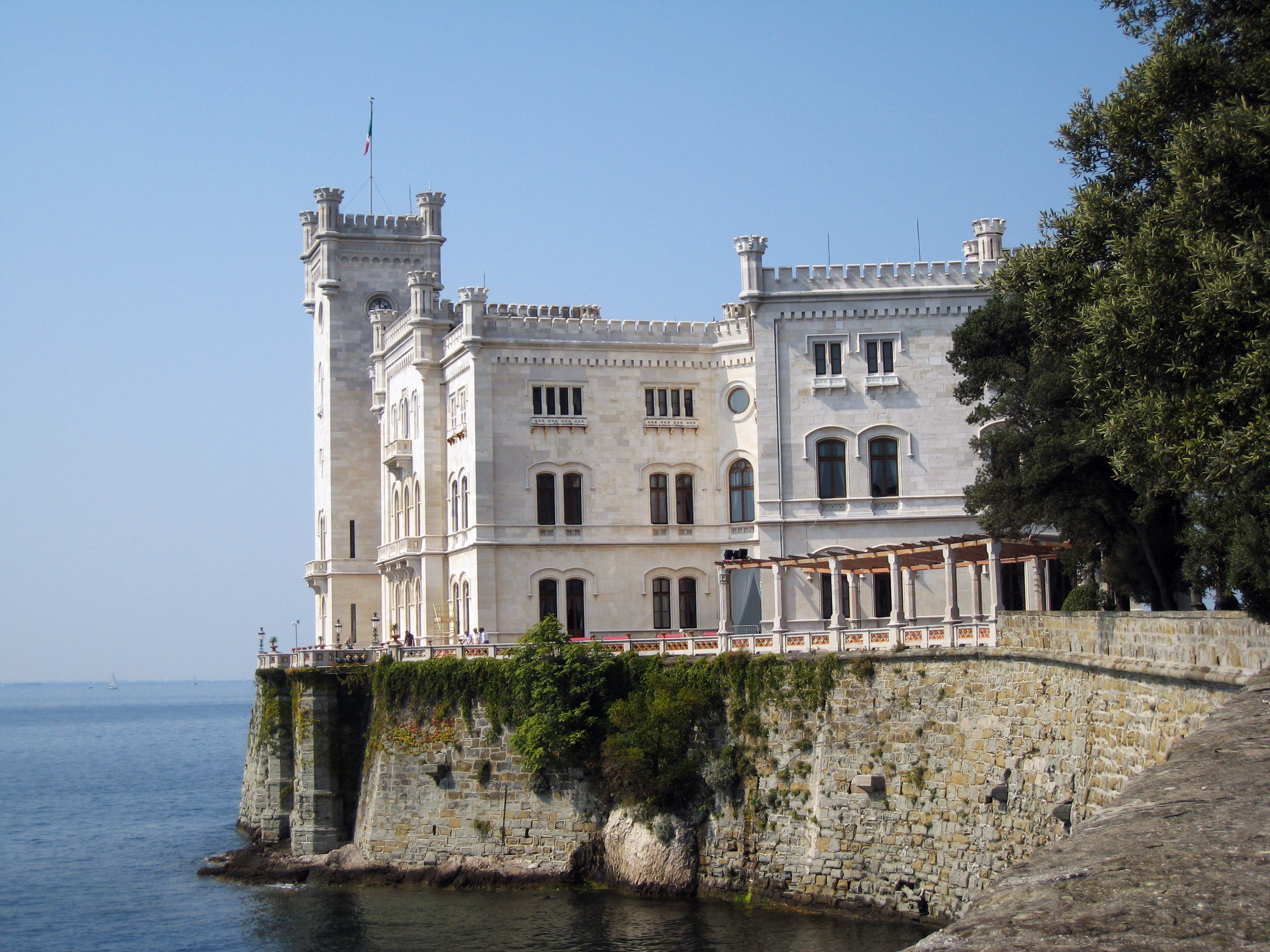
Miramare замок
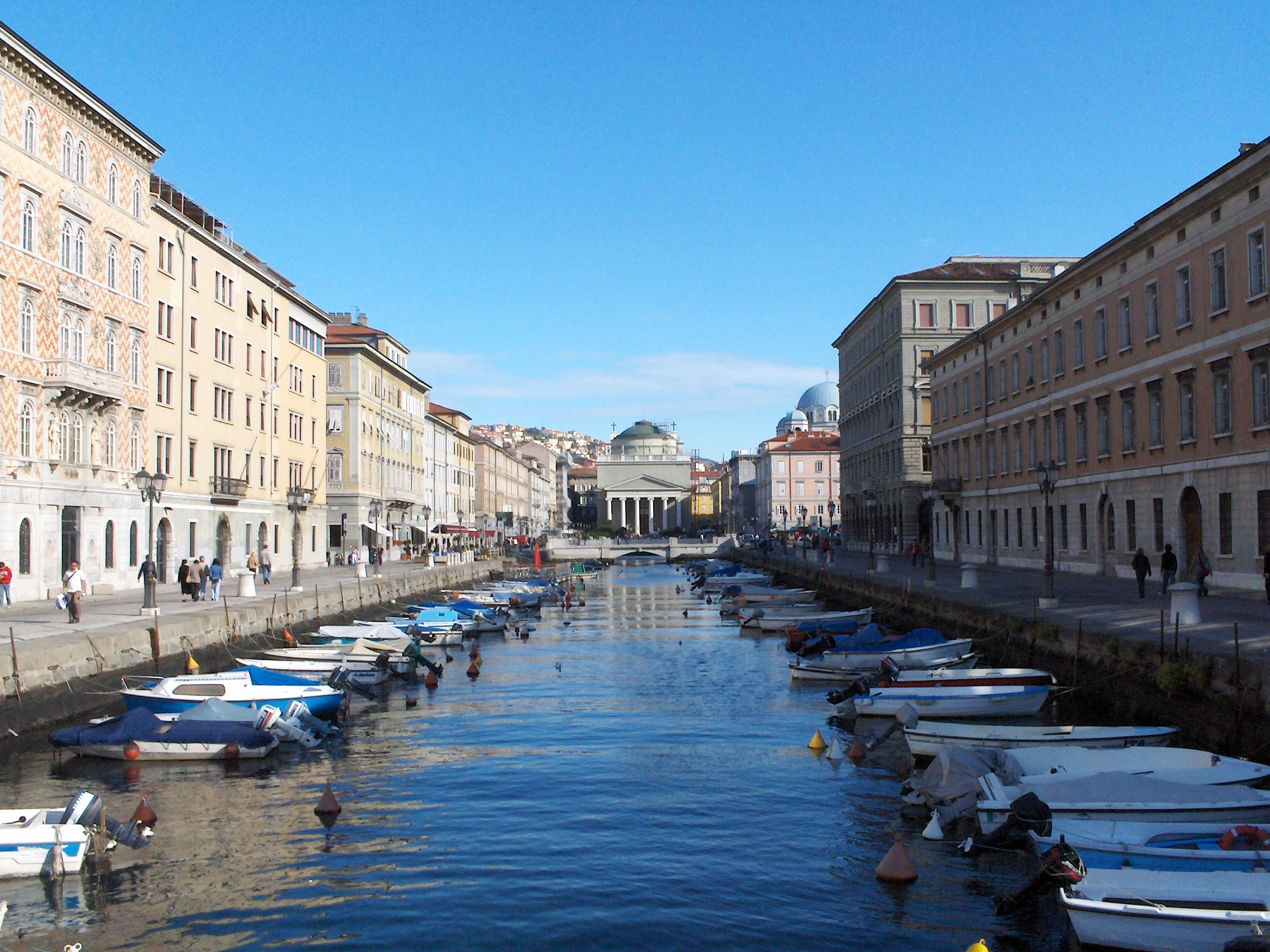
канал
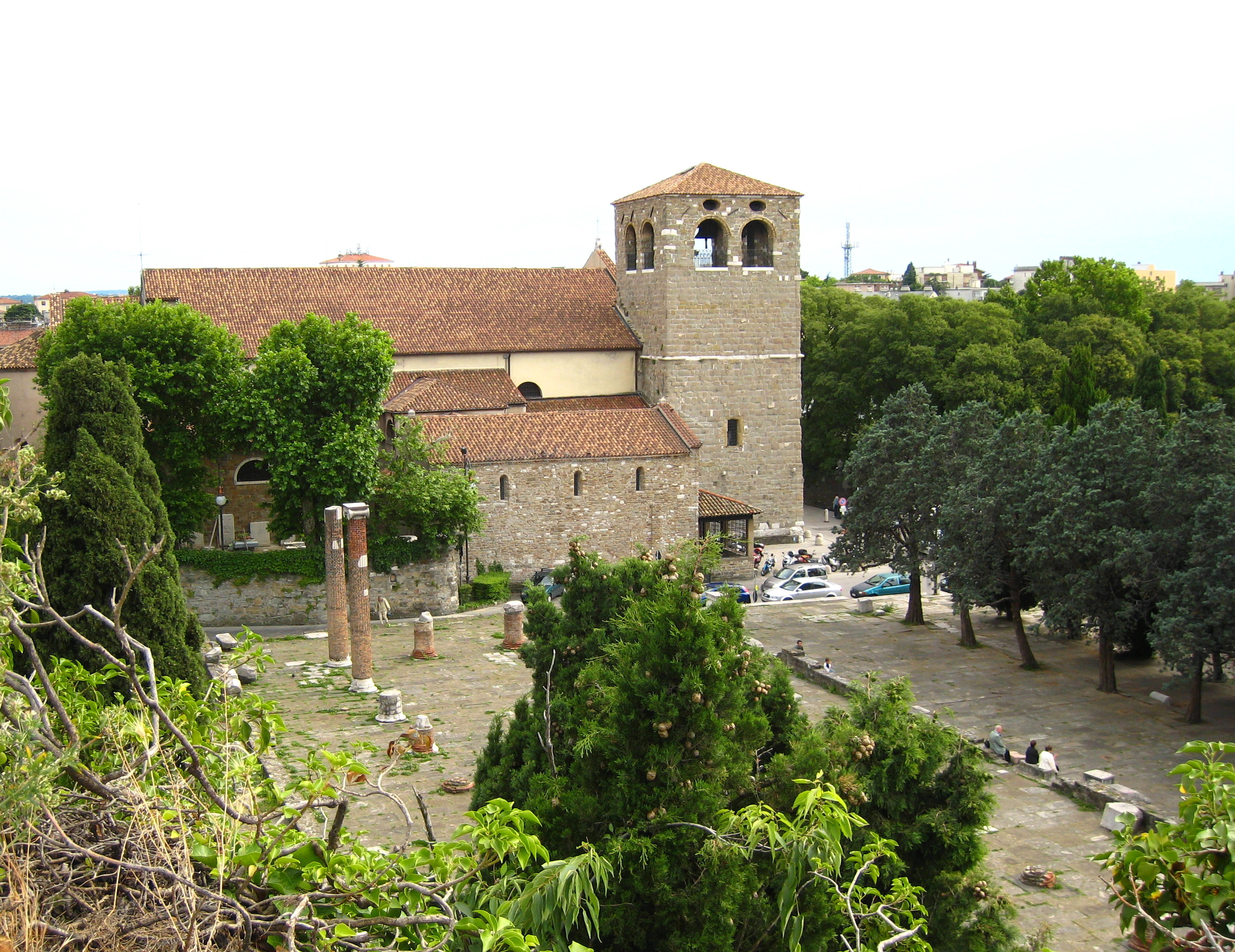
Собор Сан Джусто